# Adolf Dillens

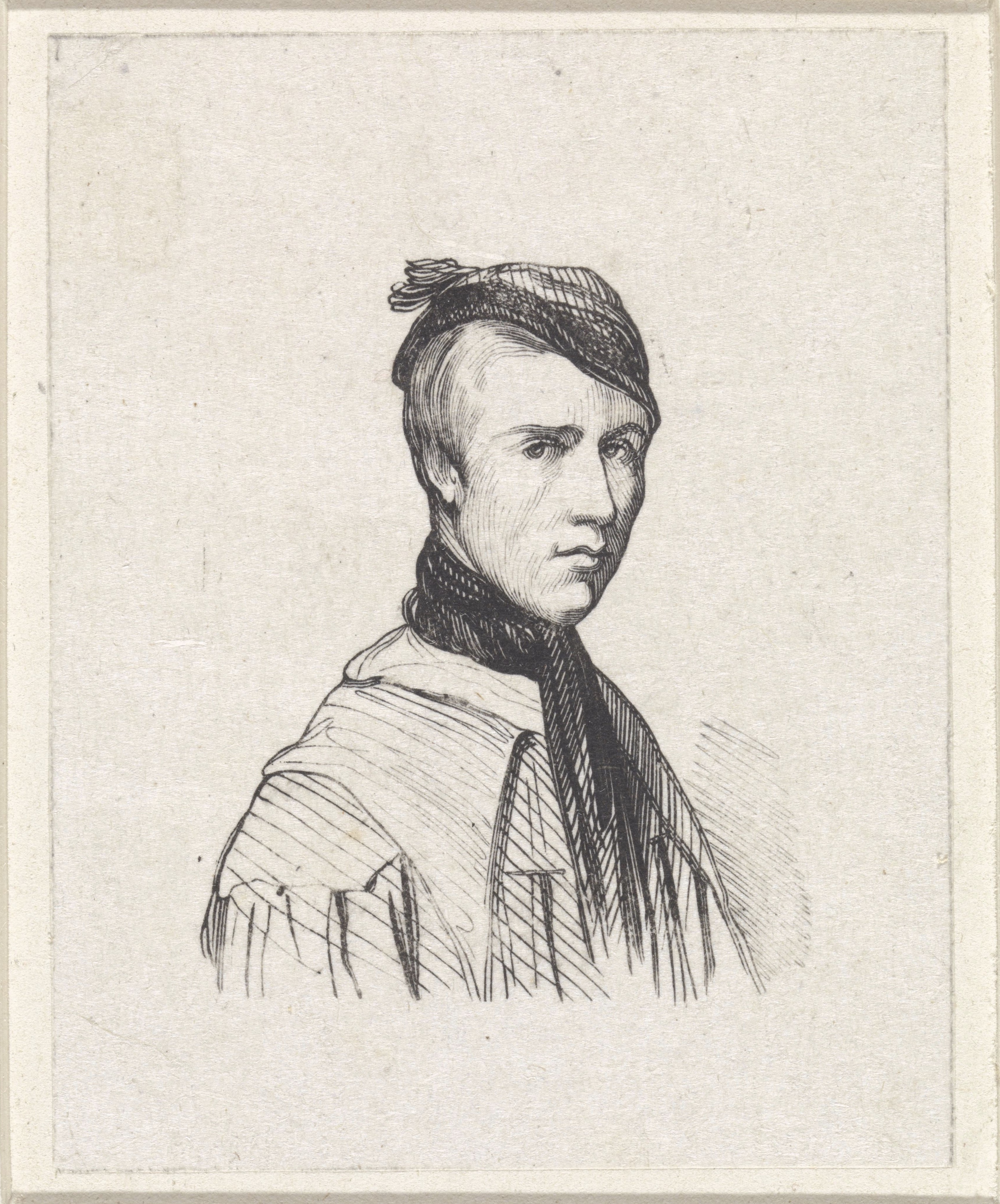
Selbstporträt

Adolf Alexander Dillens, auch Adolphe Alexandre Dillens (* 2. Januar oder auch 9. Januar 1821 in Gent; † 1. Januar 1877 in Brüssel) war ein belgischer Maler.
Dillens lernte die Malerei von seinem älteren Bruder Hendrick Joseph Dillens, begann mit dem historischen Genre und erlangte für seine 1848 in Brüssel ausgestellten Bilder Die fünf Sinne und Der Sonntag in Flandern einen Preis.
Ein Besuch in Zeeland hatte zur Folge, dass er fortan die Bewohner dieser niederländischen Provinz in allen ihren Trachten und Sitten darstellte. Er starb im Januar 1877 in Brüssel.

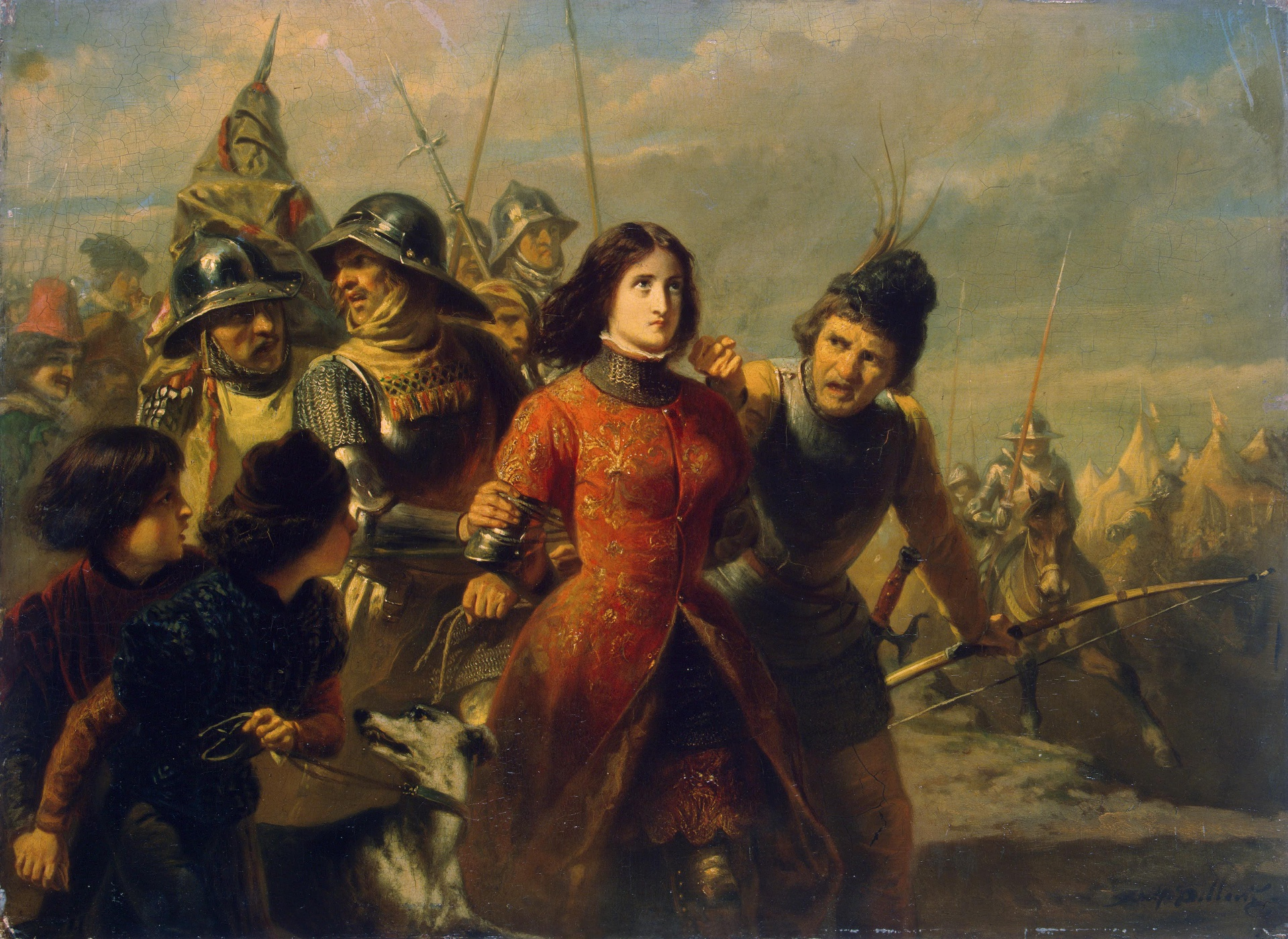
Gefangennahme der Johanna von Orleans (zwischen 1847 und 1852)
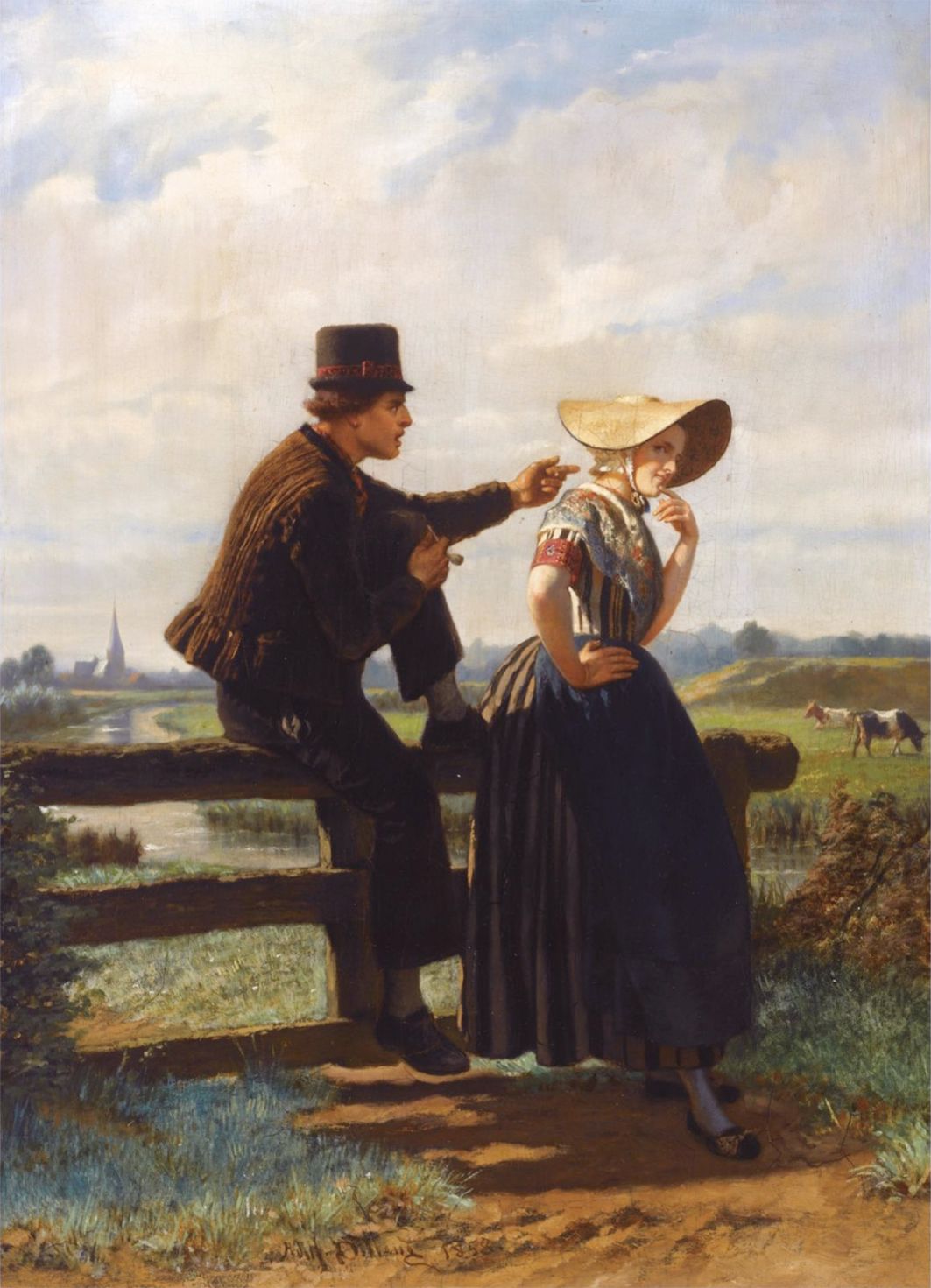
Der Flirt (1858)
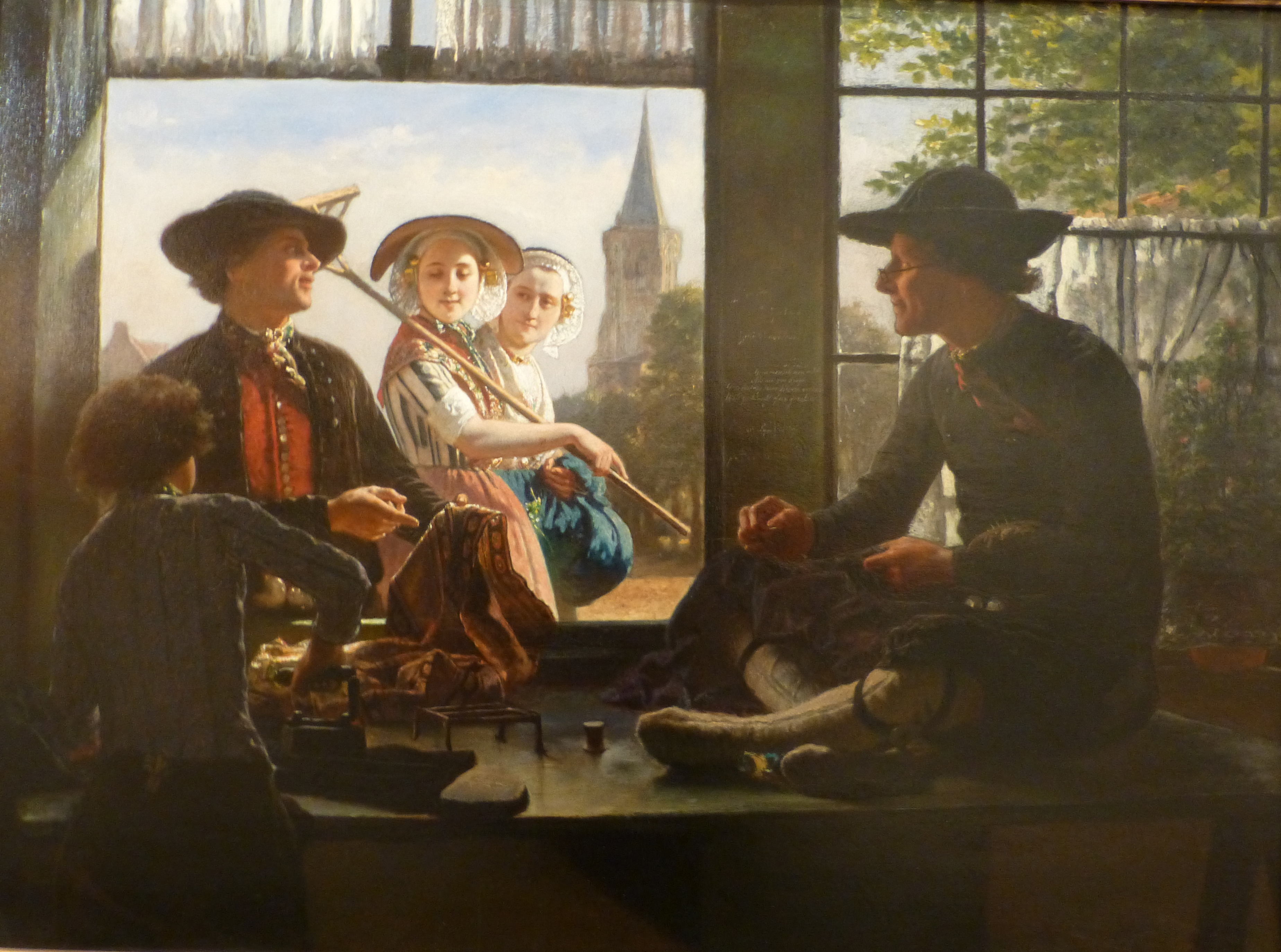
Ein Schneider in  Kruinningen, Zeeland (ca. 1860)